# I giorni randagi
I giorni randagi è un film italiano del 1988 diretto da Filippo Ottoni.